# Natta chionogastra
Natta chionogastra är en spindelart som först beskrevs av Simon 1901.  Natta chionogastra ingår i släktet Natta och familjen hoppspindlar. Inga underarter finns listade i Catalogue of Life.